# Lomná
Lomná (in ungherese Lomna) è un comune della Slovacchia facente parte del distretto di Námestovo, nella regione di Žilina.